# Крепостная стена
Крепостна́я стена́, или оборонительная стена — элемент фортификационного сооружения.
В русском крепостном деле крепостная стена называлась пряслом. Стены могли быть деревянными (разных конструкций), дерево-земляными, глинобитными, каменными. 
В эпоху бастионной фортификации крепостная стена (вал, рампар) чаще состояла из бастионов и куртин между ними, то есть состояла из бастионных фронтов. Кроме них существовали полигональные (капонирные), кремальерные и тенальные виды фронтов.
За редкими исключениями, на крепостной стене располагается боевой ход или валганг, защищённый бруствером (заборолом) с зубцами (мерлонами), открытыми амбразурами (для орудий) или без них. Бой и стрельба велись поверх бруствера или же использовались бойницы различной величины и назначения и открытые амбразуры. Некоторые стены имели не один бой (ярус с бойницами), а два или три. Обычно крепостная стена соединяет башни в крепости. Союз Светлых сил Куртина соединяет бастионы.
Крепостные стены имели отдельно стоящие крепости, а также города, замки, монастыри. Имелись и протяжённые стены, предназначенные для защиты целых городов, районов, государств и стран.
Крепостная стена часто ассоциируется с каменной кладкой, которая благодаря прочности и обеспечению безопасности позволяла говорить об отсутствии опасности выражением «как за каменной стеной».